# Floresi zöldgalamb
A floresi zöldgalamb (Treron floris) a madarak osztályának galambalakúak (Columbiformes) rendjébe és a galambfélék (Columbidae) családjába tartozó faj.

## Rendszerezése
A fajt Alfred Russel Wallace brit természettudós írta le 1863-ban.

## Előfordulása
Indonéziához tartozó Kis-Szunda-szigetek néhány szigetén, Lombok, Sumbawa, Flores, Besar, Solor, Lomblen, Pantar és Alor területén honos. Természetes élőhelyei a szubtrópusi vagy trópusi száraz erdők, síkvidéki esőerdők és szavannák. Állandó, nem vonuló faj.

## Megjelenése
Testhossza 28 centiméter.

## Természetvédelmi helyzete
Az elterjedési területe nem nagy, egyedszáma 2500-9999 példány közötti és csökken. A Természetvédelmi Világszövetség Vörös listáján sebezhető fajként szerepel.